# ФК Хокаидо консадоле Сапоро
Хокаидо консадоле Сапоро (јап. 北海道コンサドーレ札幌) јапански је фудбалски клуб из Сапороа.

## Име
- ФК Тошиба Хорикава (јап. 東芝堀川町サッカー部, 1935—1979)
- ФК Тошиба (јап. 東芝サッカー部, 1980—1995)
- ФК Консадоле Сапоро (јап. コンサドーレ札幌, 1996—2015)
- ФК Хокаидо консадоле Сапоро (јап. 北海道コンサドーレ札幌, 2016—)

## Успеси
Првенство
- Фудбалска друга лига Јапана: 1979, 1988/89.
- Фудбалска прва лига Јапана: 1997.
- Џеј 2 лига: 2000, 2007, 2016.

Куп
- Сениорско фудбалско првенство Јапана: 1977.
- Куп фудбалске лиге Јапана: 1981.